# Henry Turton
Henry Turton (Stratford on Avon, 16 aprile 1832 – Derby, 14 aprile 1881) è stato un compositore di scacchi britannico.
È noto per aver ideato il «tema Turton» (o  raddoppiamento Turton), una combinazione dei problemi in tre e più mosse: un pezzo ad azione lineare (donna, torre o alfiere) oltrepassa una casa critica sulla quale si porterà un altro pezzo di uguale colore, che percorrerà in senso inverso la stessa linea per attuare la manovra di matto.
Si sa molto poco della sua vita, salvo che collaborò a vari giornali inglesi e alla Deutsche Schachzeitung. La rivista The Chess Player di Josef Kling e Bernhard Horwitz pubblicò tra il 1851 e il 1853 una trentina di sue composizioni.
Il libro Anthologie der Schachaufgaben di Jean Dufresne e Adolf Anderssen (1864) contiene sette suoi problemi.
Il problema a sinistra è l'eponimo del "tema Turton". 
|   | a | b | c | d | e | f | g | h |   |
| 8 | c8 torre del nero · h7 pedone del nero · b5 pedone del nero · c5 pedone del nero · c4 pedone del nero · c3 alfiere del bianco · g3 donna del bianco · h3 re del bianco · b2 pedone del nero · d2 cavallo del bianco · g2 pedone del bianco · a1 re del nero | c8 torre del nero · h7 pedone del nero · b5 pedone del nero · c5 pedone del nero · c4 pedone del nero · c3 alfiere del bianco · g3 donna del bianco · h3 re del bianco · b2 pedone del nero · d2 cavallo del bianco · g2 pedone del bianco · a1 re del nero | c8 torre del nero · h7 pedone del nero · b5 pedone del nero · c5 pedone del nero · c4 pedone del nero · c3 alfiere del bianco · g3 donna del bianco · h3 re del bianco · b2 pedone del nero · d2 cavallo del bianco · g2 pedone del bianco · a1 re del nero | c8 torre del nero · h7 pedone del nero · b5 pedone del nero · c5 pedone del nero · c4 pedone del nero · c3 alfiere del bianco · g3 donna del bianco · h3 re del bianco · b2 pedone del nero · d2 cavallo del bianco · g2 pedone del bianco · a1 re del nero | c8 torre del nero · h7 pedone del nero · b5 pedone del nero · c5 pedone del nero · c4 pedone del nero · c3 alfiere del bianco · g3 donna del bianco · h3 re del bianco · b2 pedone del nero · d2 cavallo del bianco · g2 pedone del bianco · a1 re del nero | c8 torre del nero · h7 pedone del nero · b5 pedone del nero · c5 pedone del nero · c4 pedone del nero · c3 alfiere del bianco · g3 donna del bianco · h3 re del bianco · b2 pedone del nero · d2 cavallo del bianco · g2 pedone del bianco · a1 re del nero | c8 torre del nero · h7 pedone del nero · b5 pedone del nero · c5 pedone del nero · c4 pedone del nero · c3 alfiere del bianco · g3 donna del bianco · h3 re del bianco · b2 pedone del nero · d2 cavallo del bianco · g2 pedone del bianco · a1 re del nero | c8 torre del nero · h7 pedone del nero · b5 pedone del nero · c5 pedone del nero · c4 pedone del nero · c3 alfiere del bianco · g3 donna del bianco · h3 re del bianco · b2 pedone del nero · d2 cavallo del bianco · g2 pedone del bianco · a1 re del nero | 8 |
| 7 | c8 torre del nero · h7 pedone del nero · b5 pedone del nero · c5 pedone del nero · c4 pedone del nero · c3 alfiere del bianco · g3 donna del bianco · h3 re del bianco · b2 pedone del nero · d2 cavallo del bianco · g2 pedone del bianco · a1 re del nero | c8 torre del nero · h7 pedone del nero · b5 pedone del nero · c5 pedone del nero · c4 pedone del nero · c3 alfiere del bianco · g3 donna del bianco · h3 re del bianco · b2 pedone del nero · d2 cavallo del bianco · g2 pedone del bianco · a1 re del nero | c8 torre del nero · h7 pedone del nero · b5 pedone del nero · c5 pedone del nero · c4 pedone del nero · c3 alfiere del bianco · g3 donna del bianco · h3 re del bianco · b2 pedone del nero · d2 cavallo del bianco · g2 pedone del bianco · a1 re del nero | c8 torre del nero · h7 pedone del nero · b5 pedone del nero · c5 pedone del nero · c4 pedone del nero · c3 alfiere del bianco · g3 donna del bianco · h3 re del bianco · b2 pedone del nero · d2 cavallo del bianco · g2 pedone del bianco · a1 re del nero | c8 torre del nero · h7 pedone del nero · b5 pedone del nero · c5 pedone del nero · c4 pedone del nero · c3 alfiere del bianco · g3 donna del bianco · h3 re del bianco · b2 pedone del nero · d2 cavallo del bianco · g2 pedone del bianco · a1 re del nero | c8 torre del nero · h7 pedone del nero · b5 pedone del nero · c5 pedone del nero · c4 pedone del nero · c3 alfiere del bianco · g3 donna del bianco · h3 re del bianco · b2 pedone del nero · d2 cavallo del bianco · g2 pedone del bianco · a1 re del nero | c8 torre del nero · h7 pedone del nero · b5 pedone del nero · c5 pedone del nero · c4 pedone del nero · c3 alfiere del bianco · g3 donna del bianco · h3 re del bianco · b2 pedone del nero · d2 cavallo del bianco · g2 pedone del bianco · a1 re del nero | c8 torre del nero · h7 pedone del nero · b5 pedone del nero · c5 pedone del nero · c4 pedone del nero · c3 alfiere del bianco · g3 donna del bianco · h3 re del bianco · b2 pedone del nero · d2 cavallo del bianco · g2 pedone del bianco · a1 re del nero | 7 |
| 6 | c8 torre del nero · h7 pedone del nero · b5 pedone del nero · c5 pedone del nero · c4 pedone del nero · c3 alfiere del bianco · g3 donna del bianco · h3 re del bianco · b2 pedone del nero · d2 cavallo del bianco · g2 pedone del bianco · a1 re del nero | c8 torre del nero · h7 pedone del nero · b5 pedone del nero · c5 pedone del nero · c4 pedone del nero · c3 alfiere del bianco · g3 donna del bianco · h3 re del bianco · b2 pedone del nero · d2 cavallo del bianco · g2 pedone del bianco · a1 re del nero | c8 torre del nero · h7 pedone del nero · b5 pedone del nero · c5 pedone del nero · c4 pedone del nero · c3 alfiere del bianco · g3 donna del bianco · h3 re del bianco · b2 pedone del nero · d2 cavallo del bianco · g2 pedone del bianco · a1 re del nero | c8 torre del nero · h7 pedone del nero · b5 pedone del nero · c5 pedone del nero · c4 pedone del nero · c3 alfiere del bianco · g3 donna del bianco · h3 re del bianco · b2 pedone del nero · d2 cavallo del bianco · g2 pedone del bianco · a1 re del nero | c8 torre del nero · h7 pedone del nero · b5 pedone del nero · c5 pedone del nero · c4 pedone del nero · c3 alfiere del bianco · g3 donna del bianco · h3 re del bianco · b2 pedone del nero · d2 cavallo del bianco · g2 pedone del bianco · a1 re del nero | c8 torre del nero · h7 pedone del nero · b5 pedone del nero · c5 pedone del nero · c4 pedone del nero · c3 alfiere del bianco · g3 donna del bianco · h3 re del bianco · b2 pedone del nero · d2 cavallo del bianco · g2 pedone del bianco · a1 re del nero | c8 torre del nero · h7 pedone del nero · b5 pedone del nero · c5 pedone del nero · c4 pedone del nero · c3 alfiere del bianco · g3 donna del bianco · h3 re del bianco · b2 pedone del nero · d2 cavallo del bianco · g2 pedone del bianco · a1 re del nero | c8 torre del nero · h7 pedone del nero · b5 pedone del nero · c5 pedone del nero · c4 pedone del nero · c3 alfiere del bianco · g3 donna del bianco · h3 re del bianco · b2 pedone del nero · d2 cavallo del bianco · g2 pedone del bianco · a1 re del nero | 6 |
| 5 | c8 torre del nero · h7 pedone del nero · b5 pedone del nero · c5 pedone del nero · c4 pedone del nero · c3 alfiere del bianco · g3 donna del bianco · h3 re del bianco · b2 pedone del nero · d2 cavallo del bianco · g2 pedone del bianco · a1 re del nero | c8 torre del nero · h7 pedone del nero · b5 pedone del nero · c5 pedone del nero · c4 pedone del nero · c3 alfiere del bianco · g3 donna del bianco · h3 re del bianco · b2 pedone del nero · d2 cavallo del bianco · g2 pedone del bianco · a1 re del nero | c8 torre del nero · h7 pedone del nero · b5 pedone del nero · c5 pedone del nero · c4 pedone del nero · c3 alfiere del bianco · g3 donna del bianco · h3 re del bianco · b2 pedone del nero · d2 cavallo del bianco · g2 pedone del bianco · a1 re del nero | c8 torre del nero · h7 pedone del nero · b5 pedone del nero · c5 pedone del nero · c4 pedone del nero · c3 alfiere del bianco · g3 donna del bianco · h3 re del bianco · b2 pedone del nero · d2 cavallo del bianco · g2 pedone del bianco · a1 re del nero | c8 torre del nero · h7 pedone del nero · b5 pedone del nero · c5 pedone del nero · c4 pedone del nero · c3 alfiere del bianco · g3 donna del bianco · h3 re del bianco · b2 pedone del nero · d2 cavallo del bianco · g2 pedone del bianco · a1 re del nero | c8 torre del nero · h7 pedone del nero · b5 pedone del nero · c5 pedone del nero · c4 pedone del nero · c3 alfiere del bianco · g3 donna del bianco · h3 re del bianco · b2 pedone del nero · d2 cavallo del bianco · g2 pedone del bianco · a1 re del nero | c8 torre del nero · h7 pedone del nero · b5 pedone del nero · c5 pedone del nero · c4 pedone del nero · c3 alfiere del bianco · g3 donna del bianco · h3 re del bianco · b2 pedone del nero · d2 cavallo del bianco · g2 pedone del bianco · a1 re del nero | c8 torre del nero · h7 pedone del nero · b5 pedone del nero · c5 pedone del nero · c4 pedone del nero · c3 alfiere del bianco · g3 donna del bianco · h3 re del bianco · b2 pedone del nero · d2 cavallo del bianco · g2 pedone del bianco · a1 re del nero | 5 |
| 4 | c8 torre del nero · h7 pedone del nero · b5 pedone del nero · c5 pedone del nero · c4 pedone del nero · c3 alfiere del bianco · g3 donna del bianco · h3 re del bianco · b2 pedone del nero · d2 cavallo del bianco · g2 pedone del bianco · a1 re del nero | c8 torre del nero · h7 pedone del nero · b5 pedone del nero · c5 pedone del nero · c4 pedone del nero · c3 alfiere del bianco · g3 donna del bianco · h3 re del bianco · b2 pedone del nero · d2 cavallo del bianco · g2 pedone del bianco · a1 re del nero | c8 torre del nero · h7 pedone del nero · b5 pedone del nero · c5 pedone del nero · c4 pedone del nero · c3 alfiere del bianco · g3 donna del bianco · h3 re del bianco · b2 pedone del nero · d2 cavallo del bianco · g2 pedone del bianco · a1 re del nero | c8 torre del nero · h7 pedone del nero · b5 pedone del nero · c5 pedone del nero · c4 pedone del nero · c3 alfiere del bianco · g3 donna del bianco · h3 re del bianco · b2 pedone del nero · d2 cavallo del bianco · g2 pedone del bianco · a1 re del nero | c8 torre del nero · h7 pedone del nero · b5 pedone del nero · c5 pedone del nero · c4 pedone del nero · c3 alfiere del bianco · g3 donna del bianco · h3 re del bianco · b2 pedone del nero · d2 cavallo del bianco · g2 pedone del bianco · a1 re del nero | c8 torre del nero · h7 pedone del nero · b5 pedone del nero · c5 pedone del nero · c4 pedone del nero · c3 alfiere del bianco · g3 donna del bianco · h3 re del bianco · b2 pedone del nero · d2 cavallo del bianco · g2 pedone del bianco · a1 re del nero | c8 torre del nero · h7 pedone del nero · b5 pedone del nero · c5 pedone del nero · c4 pedone del nero · c3 alfiere del bianco · g3 donna del bianco · h3 re del bianco · b2 pedone del nero · d2 cavallo del bianco · g2 pedone del bianco · a1 re del nero | c8 torre del nero · h7 pedone del nero · b5 pedone del nero · c5 pedone del nero · c4 pedone del nero · c3 alfiere del bianco · g3 donna del bianco · h3 re del bianco · b2 pedone del nero · d2 cavallo del bianco · g2 pedone del bianco · a1 re del nero | 4 |
| 3 | c8 torre del nero · h7 pedone del nero · b5 pedone del nero · c5 pedone del nero · c4 pedone del nero · c3 alfiere del bianco · g3 donna del bianco · h3 re del bianco · b2 pedone del nero · d2 cavallo del bianco · g2 pedone del bianco · a1 re del nero | c8 torre del nero · h7 pedone del nero · b5 pedone del nero · c5 pedone del nero · c4 pedone del nero · c3 alfiere del bianco · g3 donna del bianco · h3 re del bianco · b2 pedone del nero · d2 cavallo del bianco · g2 pedone del bianco · a1 re del nero | c8 torre del nero · h7 pedone del nero · b5 pedone del nero · c5 pedone del nero · c4 pedone del nero · c3 alfiere del bianco · g3 donna del bianco · h3 re del bianco · b2 pedone del nero · d2 cavallo del bianco · g2 pedone del bianco · a1 re del nero | c8 torre del nero · h7 pedone del nero · b5 pedone del nero · c5 pedone del nero · c4 pedone del nero · c3 alfiere del bianco · g3 donna del bianco · h3 re del bianco · b2 pedone del nero · d2 cavallo del bianco · g2 pedone del bianco · a1 re del nero | c8 torre del nero · h7 pedone del nero · b5 pedone del nero · c5 pedone del nero · c4 pedone del nero · c3 alfiere del bianco · g3 donna del bianco · h3 re del bianco · b2 pedone del nero · d2 cavallo del bianco · g2 pedone del bianco · a1 re del nero | c8 torre del nero · h7 pedone del nero · b5 pedone del nero · c5 pedone del nero · c4 pedone del nero · c3 alfiere del bianco · g3 donna del bianco · h3 re del bianco · b2 pedone del nero · d2 cavallo del bianco · g2 pedone del bianco · a1 re del nero | c8 torre del nero · h7 pedone del nero · b5 pedone del nero · c5 pedone del nero · c4 pedone del nero · c3 alfiere del bianco · g3 donna del bianco · h3 re del bianco · b2 pedone del nero · d2 cavallo del bianco · g2 pedone del bianco · a1 re del nero | c8 torre del nero · h7 pedone del nero · b5 pedone del nero · c5 pedone del nero · c4 pedone del nero · c3 alfiere del bianco · g3 donna del bianco · h3 re del bianco · b2 pedone del nero · d2 cavallo del bianco · g2 pedone del bianco · a1 re del nero | 3 |
| 2 | c8 torre del nero · h7 pedone del nero · b5 pedone del nero · c5 pedone del nero · c4 pedone del nero · c3 alfiere del bianco · g3 donna del bianco · h3 re del bianco · b2 pedone del nero · d2 cavallo del bianco · g2 pedone del bianco · a1 re del nero | c8 torre del nero · h7 pedone del nero · b5 pedone del nero · c5 pedone del nero · c4 pedone del nero · c3 alfiere del bianco · g3 donna del bianco · h3 re del bianco · b2 pedone del nero · d2 cavallo del bianco · g2 pedone del bianco · a1 re del nero | c8 torre del nero · h7 pedone del nero · b5 pedone del nero · c5 pedone del nero · c4 pedone del nero · c3 alfiere del bianco · g3 donna del bianco · h3 re del bianco · b2 pedone del nero · d2 cavallo del bianco · g2 pedone del bianco · a1 re del nero | c8 torre del nero · h7 pedone del nero · b5 pedone del nero · c5 pedone del nero · c4 pedone del nero · c3 alfiere del bianco · g3 donna del bianco · h3 re del bianco · b2 pedone del nero · d2 cavallo del bianco · g2 pedone del bianco · a1 re del nero | c8 torre del nero · h7 pedone del nero · b5 pedone del nero · c5 pedone del nero · c4 pedone del nero · c3 alfiere del bianco · g3 donna del bianco · h3 re del bianco · b2 pedone del nero · d2 cavallo del bianco · g2 pedone del bianco · a1 re del nero | c8 torre del nero · h7 pedone del nero · b5 pedone del nero · c5 pedone del nero · c4 pedone del nero · c3 alfiere del bianco · g3 donna del bianco · h3 re del bianco · b2 pedone del nero · d2 cavallo del bianco · g2 pedone del bianco · a1 re del nero | c8 torre del nero · h7 pedone del nero · b5 pedone del nero · c5 pedone del nero · c4 pedone del nero · c3 alfiere del bianco · g3 donna del bianco · h3 re del bianco · b2 pedone del nero · d2 cavallo del bianco · g2 pedone del bianco · a1 re del nero | c8 torre del nero · h7 pedone del nero · b5 pedone del nero · c5 pedone del nero · c4 pedone del nero · c3 alfiere del bianco · g3 donna del bianco · h3 re del bianco · b2 pedone del nero · d2 cavallo del bianco · g2 pedone del bianco · a1 re del nero | 2 |
| 1 | c8 torre del nero · h7 pedone del nero · b5 pedone del nero · c5 pedone del nero · c4 pedone del nero · c3 alfiere del bianco · g3 donna del bianco · h3 re del bianco · b2 pedone del nero · d2 cavallo del bianco · g2 pedone del bianco · a1 re del nero | c8 torre del nero · h7 pedone del nero · b5 pedone del nero · c5 pedone del nero · c4 pedone del nero · c3 alfiere del bianco · g3 donna del bianco · h3 re del bianco · b2 pedone del nero · d2 cavallo del bianco · g2 pedone del bianco · a1 re del nero | c8 torre del nero · h7 pedone del nero · b5 pedone del nero · c5 pedone del nero · c4 pedone del nero · c3 alfiere del bianco · g3 donna del bianco · h3 re del bianco · b2 pedone del nero · d2 cavallo del bianco · g2 pedone del bianco · a1 re del nero | c8 torre del nero · h7 pedone del nero · b5 pedone del nero · c5 pedone del nero · c4 pedone del nero · c3 alfiere del bianco · g3 donna del bianco · h3 re del bianco · b2 pedone del nero · d2 cavallo del bianco · g2 pedone del bianco · a1 re del nero | c8 torre del nero · h7 pedone del nero · b5 pedone del nero · c5 pedone del nero · c4 pedone del nero · c3 alfiere del bianco · g3 donna del bianco · h3 re del bianco · b2 pedone del nero · d2 cavallo del bianco · g2 pedone del bianco · a1 re del nero | c8 torre del nero · h7 pedone del nero · b5 pedone del nero · c5 pedone del nero · c4 pedone del nero · c3 alfiere del bianco · g3 donna del bianco · h3 re del bianco · b2 pedone del nero · d2 cavallo del bianco · g2 pedone del bianco · a1 re del nero | c8 torre del nero · h7 pedone del nero · b5 pedone del nero · c5 pedone del nero · c4 pedone del nero · c3 alfiere del bianco · g3 donna del bianco · h3 re del bianco · b2 pedone del nero · d2 cavallo del bianco · g2 pedone del bianco · a1 re del nero | c8 torre del nero · h7 pedone del nero · b5 pedone del nero · c5 pedone del nero · c4 pedone del nero · c3 alfiere del bianco · g3 donna del bianco · h3 re del bianco · b2 pedone del nero · d2 cavallo del bianco · g2 pedone del bianco · a1 re del nero | 1 |
|   | a | b | c | d | e | f | g | h |   |

Soluzione:
1. Ah8!  (min. 2. Da3#)
1... Ra2  2. Dc3 b1=D/T  3. Da5#

1... b4  2. Dg7 ∼  3. Dxb2#

  (2... c3 3. Da7#)

|   | a | b | c | d | e | f | g | h |   |
| 8 | e8 re del bianco · h8 re del nero · b7 torre del bianco · e7 cavallo del bianco · g7 pedone del nero · g6 alfiere del bianco · e5 alfiere del nero · a4 pedone del nero · f4 pedone del nero · a3 pedone del nero · d3 cavallo del nero · h2 torre del nero · b1 donna del bianco | e8 re del bianco · h8 re del nero · b7 torre del bianco · e7 cavallo del bianco · g7 pedone del nero · g6 alfiere del bianco · e5 alfiere del nero · a4 pedone del nero · f4 pedone del nero · a3 pedone del nero · d3 cavallo del nero · h2 torre del nero · b1 donna del bianco | e8 re del bianco · h8 re del nero · b7 torre del bianco · e7 cavallo del bianco · g7 pedone del nero · g6 alfiere del bianco · e5 alfiere del nero · a4 pedone del nero · f4 pedone del nero · a3 pedone del nero · d3 cavallo del nero · h2 torre del nero · b1 donna del bianco | e8 re del bianco · h8 re del nero · b7 torre del bianco · e7 cavallo del bianco · g7 pedone del nero · g6 alfiere del bianco · e5 alfiere del nero · a4 pedone del nero · f4 pedone del nero · a3 pedone del nero · d3 cavallo del nero · h2 torre del nero · b1 donna del bianco | e8 re del bianco · h8 re del nero · b7 torre del bianco · e7 cavallo del bianco · g7 pedone del nero · g6 alfiere del bianco · e5 alfiere del nero · a4 pedone del nero · f4 pedone del nero · a3 pedone del nero · d3 cavallo del nero · h2 torre del nero · b1 donna del bianco | e8 re del bianco · h8 re del nero · b7 torre del bianco · e7 cavallo del bianco · g7 pedone del nero · g6 alfiere del bianco · e5 alfiere del nero · a4 pedone del nero · f4 pedone del nero · a3 pedone del nero · d3 cavallo del nero · h2 torre del nero · b1 donna del bianco | e8 re del bianco · h8 re del nero · b7 torre del bianco · e7 cavallo del bianco · g7 pedone del nero · g6 alfiere del bianco · e5 alfiere del nero · a4 pedone del nero · f4 pedone del nero · a3 pedone del nero · d3 cavallo del nero · h2 torre del nero · b1 donna del bianco | e8 re del bianco · h8 re del nero · b7 torre del bianco · e7 cavallo del bianco · g7 pedone del nero · g6 alfiere del bianco · e5 alfiere del nero · a4 pedone del nero · f4 pedone del nero · a3 pedone del nero · d3 cavallo del nero · h2 torre del nero · b1 donna del bianco | 8 |
| 7 | e8 re del bianco · h8 re del nero · b7 torre del bianco · e7 cavallo del bianco · g7 pedone del nero · g6 alfiere del bianco · e5 alfiere del nero · a4 pedone del nero · f4 pedone del nero · a3 pedone del nero · d3 cavallo del nero · h2 torre del nero · b1 donna del bianco | e8 re del bianco · h8 re del nero · b7 torre del bianco · e7 cavallo del bianco · g7 pedone del nero · g6 alfiere del bianco · e5 alfiere del nero · a4 pedone del nero · f4 pedone del nero · a3 pedone del nero · d3 cavallo del nero · h2 torre del nero · b1 donna del bianco | e8 re del bianco · h8 re del nero · b7 torre del bianco · e7 cavallo del bianco · g7 pedone del nero · g6 alfiere del bianco · e5 alfiere del nero · a4 pedone del nero · f4 pedone del nero · a3 pedone del nero · d3 cavallo del nero · h2 torre del nero · b1 donna del bianco | e8 re del bianco · h8 re del nero · b7 torre del bianco · e7 cavallo del bianco · g7 pedone del nero · g6 alfiere del bianco · e5 alfiere del nero · a4 pedone del nero · f4 pedone del nero · a3 pedone del nero · d3 cavallo del nero · h2 torre del nero · b1 donna del bianco | e8 re del bianco · h8 re del nero · b7 torre del bianco · e7 cavallo del bianco · g7 pedone del nero · g6 alfiere del bianco · e5 alfiere del nero · a4 pedone del nero · f4 pedone del nero · a3 pedone del nero · d3 cavallo del nero · h2 torre del nero · b1 donna del bianco | e8 re del bianco · h8 re del nero · b7 torre del bianco · e7 cavallo del bianco · g7 pedone del nero · g6 alfiere del bianco · e5 alfiere del nero · a4 pedone del nero · f4 pedone del nero · a3 pedone del nero · d3 cavallo del nero · h2 torre del nero · b1 donna del bianco | e8 re del bianco · h8 re del nero · b7 torre del bianco · e7 cavallo del bianco · g7 pedone del nero · g6 alfiere del bianco · e5 alfiere del nero · a4 pedone del nero · f4 pedone del nero · a3 pedone del nero · d3 cavallo del nero · h2 torre del nero · b1 donna del bianco | e8 re del bianco · h8 re del nero · b7 torre del bianco · e7 cavallo del bianco · g7 pedone del nero · g6 alfiere del bianco · e5 alfiere del nero · a4 pedone del nero · f4 pedone del nero · a3 pedone del nero · d3 cavallo del nero · h2 torre del nero · b1 donna del bianco | 7 |
| 6 | e8 re del bianco · h8 re del nero · b7 torre del bianco · e7 cavallo del bianco · g7 pedone del nero · g6 alfiere del bianco · e5 alfiere del nero · a4 pedone del nero · f4 pedone del nero · a3 pedone del nero · d3 cavallo del nero · h2 torre del nero · b1 donna del bianco | e8 re del bianco · h8 re del nero · b7 torre del bianco · e7 cavallo del bianco · g7 pedone del nero · g6 alfiere del bianco · e5 alfiere del nero · a4 pedone del nero · f4 pedone del nero · a3 pedone del nero · d3 cavallo del nero · h2 torre del nero · b1 donna del bianco | e8 re del bianco · h8 re del nero · b7 torre del bianco · e7 cavallo del bianco · g7 pedone del nero · g6 alfiere del bianco · e5 alfiere del nero · a4 pedone del nero · f4 pedone del nero · a3 pedone del nero · d3 cavallo del nero · h2 torre del nero · b1 donna del bianco | e8 re del bianco · h8 re del nero · b7 torre del bianco · e7 cavallo del bianco · g7 pedone del nero · g6 alfiere del bianco · e5 alfiere del nero · a4 pedone del nero · f4 pedone del nero · a3 pedone del nero · d3 cavallo del nero · h2 torre del nero · b1 donna del bianco | e8 re del bianco · h8 re del nero · b7 torre del bianco · e7 cavallo del bianco · g7 pedone del nero · g6 alfiere del bianco · e5 alfiere del nero · a4 pedone del nero · f4 pedone del nero · a3 pedone del nero · d3 cavallo del nero · h2 torre del nero · b1 donna del bianco | e8 re del bianco · h8 re del nero · b7 torre del bianco · e7 cavallo del bianco · g7 pedone del nero · g6 alfiere del bianco · e5 alfiere del nero · a4 pedone del nero · f4 pedone del nero · a3 pedone del nero · d3 cavallo del nero · h2 torre del nero · b1 donna del bianco | e8 re del bianco · h8 re del nero · b7 torre del bianco · e7 cavallo del bianco · g7 pedone del nero · g6 alfiere del bianco · e5 alfiere del nero · a4 pedone del nero · f4 pedone del nero · a3 pedone del nero · d3 cavallo del nero · h2 torre del nero · b1 donna del bianco | e8 re del bianco · h8 re del nero · b7 torre del bianco · e7 cavallo del bianco · g7 pedone del nero · g6 alfiere del bianco · e5 alfiere del nero · a4 pedone del nero · f4 pedone del nero · a3 pedone del nero · d3 cavallo del nero · h2 torre del nero · b1 donna del bianco | 6 |
| 5 | e8 re del bianco · h8 re del nero · b7 torre del bianco · e7 cavallo del bianco · g7 pedone del nero · g6 alfiere del bianco · e5 alfiere del nero · a4 pedone del nero · f4 pedone del nero · a3 pedone del nero · d3 cavallo del nero · h2 torre del nero · b1 donna del bianco | e8 re del bianco · h8 re del nero · b7 torre del bianco · e7 cavallo del bianco · g7 pedone del nero · g6 alfiere del bianco · e5 alfiere del nero · a4 pedone del nero · f4 pedone del nero · a3 pedone del nero · d3 cavallo del nero · h2 torre del nero · b1 donna del bianco | e8 re del bianco · h8 re del nero · b7 torre del bianco · e7 cavallo del bianco · g7 pedone del nero · g6 alfiere del bianco · e5 alfiere del nero · a4 pedone del nero · f4 pedone del nero · a3 pedone del nero · d3 cavallo del nero · h2 torre del nero · b1 donna del bianco | e8 re del bianco · h8 re del nero · b7 torre del bianco · e7 cavallo del bianco · g7 pedone del nero · g6 alfiere del bianco · e5 alfiere del nero · a4 pedone del nero · f4 pedone del nero · a3 pedone del nero · d3 cavallo del nero · h2 torre del nero · b1 donna del bianco | e8 re del bianco · h8 re del nero · b7 torre del bianco · e7 cavallo del bianco · g7 pedone del nero · g6 alfiere del bianco · e5 alfiere del nero · a4 pedone del nero · f4 pedone del nero · a3 pedone del nero · d3 cavallo del nero · h2 torre del nero · b1 donna del bianco | e8 re del bianco · h8 re del nero · b7 torre del bianco · e7 cavallo del bianco · g7 pedone del nero · g6 alfiere del bianco · e5 alfiere del nero · a4 pedone del nero · f4 pedone del nero · a3 pedone del nero · d3 cavallo del nero · h2 torre del nero · b1 donna del bianco | e8 re del bianco · h8 re del nero · b7 torre del bianco · e7 cavallo del bianco · g7 pedone del nero · g6 alfiere del bianco · e5 alfiere del nero · a4 pedone del nero · f4 pedone del nero · a3 pedone del nero · d3 cavallo del nero · h2 torre del nero · b1 donna del bianco | e8 re del bianco · h8 re del nero · b7 torre del bianco · e7 cavallo del bianco · g7 pedone del nero · g6 alfiere del bianco · e5 alfiere del nero · a4 pedone del nero · f4 pedone del nero · a3 pedone del nero · d3 cavallo del nero · h2 torre del nero · b1 donna del bianco | 5 |
| 4 | e8 re del bianco · h8 re del nero · b7 torre del bianco · e7 cavallo del bianco · g7 pedone del nero · g6 alfiere del bianco · e5 alfiere del nero · a4 pedone del nero · f4 pedone del nero · a3 pedone del nero · d3 cavallo del nero · h2 torre del nero · b1 donna del bianco | e8 re del bianco · h8 re del nero · b7 torre del bianco · e7 cavallo del bianco · g7 pedone del nero · g6 alfiere del bianco · e5 alfiere del nero · a4 pedone del nero · f4 pedone del nero · a3 pedone del nero · d3 cavallo del nero · h2 torre del nero · b1 donna del bianco | e8 re del bianco · h8 re del nero · b7 torre del bianco · e7 cavallo del bianco · g7 pedone del nero · g6 alfiere del bianco · e5 alfiere del nero · a4 pedone del nero · f4 pedone del nero · a3 pedone del nero · d3 cavallo del nero · h2 torre del nero · b1 donna del bianco | e8 re del bianco · h8 re del nero · b7 torre del bianco · e7 cavallo del bianco · g7 pedone del nero · g6 alfiere del bianco · e5 alfiere del nero · a4 pedone del nero · f4 pedone del nero · a3 pedone del nero · d3 cavallo del nero · h2 torre del nero · b1 donna del bianco | e8 re del bianco · h8 re del nero · b7 torre del bianco · e7 cavallo del bianco · g7 pedone del nero · g6 alfiere del bianco · e5 alfiere del nero · a4 pedone del nero · f4 pedone del nero · a3 pedone del nero · d3 cavallo del nero · h2 torre del nero · b1 donna del bianco | e8 re del bianco · h8 re del nero · b7 torre del bianco · e7 cavallo del bianco · g7 pedone del nero · g6 alfiere del bianco · e5 alfiere del nero · a4 pedone del nero · f4 pedone del nero · a3 pedone del nero · d3 cavallo del nero · h2 torre del nero · b1 donna del bianco | e8 re del bianco · h8 re del nero · b7 torre del bianco · e7 cavallo del bianco · g7 pedone del nero · g6 alfiere del bianco · e5 alfiere del nero · a4 pedone del nero · f4 pedone del nero · a3 pedone del nero · d3 cavallo del nero · h2 torre del nero · b1 donna del bianco | e8 re del bianco · h8 re del nero · b7 torre del bianco · e7 cavallo del bianco · g7 pedone del nero · g6 alfiere del bianco · e5 alfiere del nero · a4 pedone del nero · f4 pedone del nero · a3 pedone del nero · d3 cavallo del nero · h2 torre del nero · b1 donna del bianco | 4 |
| 3 | e8 re del bianco · h8 re del nero · b7 torre del bianco · e7 cavallo del bianco · g7 pedone del nero · g6 alfiere del bianco · e5 alfiere del nero · a4 pedone del nero · f4 pedone del nero · a3 pedone del nero · d3 cavallo del nero · h2 torre del nero · b1 donna del bianco | e8 re del bianco · h8 re del nero · b7 torre del bianco · e7 cavallo del bianco · g7 pedone del nero · g6 alfiere del bianco · e5 alfiere del nero · a4 pedone del nero · f4 pedone del nero · a3 pedone del nero · d3 cavallo del nero · h2 torre del nero · b1 donna del bianco | e8 re del bianco · h8 re del nero · b7 torre del bianco · e7 cavallo del bianco · g7 pedone del nero · g6 alfiere del bianco · e5 alfiere del nero · a4 pedone del nero · f4 pedone del nero · a3 pedone del nero · d3 cavallo del nero · h2 torre del nero · b1 donna del bianco | e8 re del bianco · h8 re del nero · b7 torre del bianco · e7 cavallo del bianco · g7 pedone del nero · g6 alfiere del bianco · e5 alfiere del nero · a4 pedone del nero · f4 pedone del nero · a3 pedone del nero · d3 cavallo del nero · h2 torre del nero · b1 donna del bianco | e8 re del bianco · h8 re del nero · b7 torre del bianco · e7 cavallo del bianco · g7 pedone del nero · g6 alfiere del bianco · e5 alfiere del nero · a4 pedone del nero · f4 pedone del nero · a3 pedone del nero · d3 cavallo del nero · h2 torre del nero · b1 donna del bianco | e8 re del bianco · h8 re del nero · b7 torre del bianco · e7 cavallo del bianco · g7 pedone del nero · g6 alfiere del bianco · e5 alfiere del nero · a4 pedone del nero · f4 pedone del nero · a3 pedone del nero · d3 cavallo del nero · h2 torre del nero · b1 donna del bianco | e8 re del bianco · h8 re del nero · b7 torre del bianco · e7 cavallo del bianco · g7 pedone del nero · g6 alfiere del bianco · e5 alfiere del nero · a4 pedone del nero · f4 pedone del nero · a3 pedone del nero · d3 cavallo del nero · h2 torre del nero · b1 donna del bianco | e8 re del bianco · h8 re del nero · b7 torre del bianco · e7 cavallo del bianco · g7 pedone del nero · g6 alfiere del bianco · e5 alfiere del nero · a4 pedone del nero · f4 pedone del nero · a3 pedone del nero · d3 cavallo del nero · h2 torre del nero · b1 donna del bianco | 3 |
| 2 | e8 re del bianco · h8 re del nero · b7 torre del bianco · e7 cavallo del bianco · g7 pedone del nero · g6 alfiere del bianco · e5 alfiere del nero · a4 pedone del nero · f4 pedone del nero · a3 pedone del nero · d3 cavallo del nero · h2 torre del nero · b1 donna del bianco | e8 re del bianco · h8 re del nero · b7 torre del bianco · e7 cavallo del bianco · g7 pedone del nero · g6 alfiere del bianco · e5 alfiere del nero · a4 pedone del nero · f4 pedone del nero · a3 pedone del nero · d3 cavallo del nero · h2 torre del nero · b1 donna del bianco | e8 re del bianco · h8 re del nero · b7 torre del bianco · e7 cavallo del bianco · g7 pedone del nero · g6 alfiere del bianco · e5 alfiere del nero · a4 pedone del nero · f4 pedone del nero · a3 pedone del nero · d3 cavallo del nero · h2 torre del nero · b1 donna del bianco | e8 re del bianco · h8 re del nero · b7 torre del bianco · e7 cavallo del bianco · g7 pedone del nero · g6 alfiere del bianco · e5 alfiere del nero · a4 pedone del nero · f4 pedone del nero · a3 pedone del nero · d3 cavallo del nero · h2 torre del nero · b1 donna del bianco | e8 re del bianco · h8 re del nero · b7 torre del bianco · e7 cavallo del bianco · g7 pedone del nero · g6 alfiere del bianco · e5 alfiere del nero · a4 pedone del nero · f4 pedone del nero · a3 pedone del nero · d3 cavallo del nero · h2 torre del nero · b1 donna del bianco | e8 re del bianco · h8 re del nero · b7 torre del bianco · e7 cavallo del bianco · g7 pedone del nero · g6 alfiere del bianco · e5 alfiere del nero · a4 pedone del nero · f4 pedone del nero · a3 pedone del nero · d3 cavallo del nero · h2 torre del nero · b1 donna del bianco | e8 re del bianco · h8 re del nero · b7 torre del bianco · e7 cavallo del bianco · g7 pedone del nero · g6 alfiere del bianco · e5 alfiere del nero · a4 pedone del nero · f4 pedone del nero · a3 pedone del nero · d3 cavallo del nero · h2 torre del nero · b1 donna del bianco | e8 re del bianco · h8 re del nero · b7 torre del bianco · e7 cavallo del bianco · g7 pedone del nero · g6 alfiere del bianco · e5 alfiere del nero · a4 pedone del nero · f4 pedone del nero · a3 pedone del nero · d3 cavallo del nero · h2 torre del nero · b1 donna del bianco | 2 |
| 1 | e8 re del bianco · h8 re del nero · b7 torre del bianco · e7 cavallo del bianco · g7 pedone del nero · g6 alfiere del bianco · e5 alfiere del nero · a4 pedone del nero · f4 pedone del nero · a3 pedone del nero · d3 cavallo del nero · h2 torre del nero · b1 donna del bianco | e8 re del bianco · h8 re del nero · b7 torre del bianco · e7 cavallo del bianco · g7 pedone del nero · g6 alfiere del bianco · e5 alfiere del nero · a4 pedone del nero · f4 pedone del nero · a3 pedone del nero · d3 cavallo del nero · h2 torre del nero · b1 donna del bianco | e8 re del bianco · h8 re del nero · b7 torre del bianco · e7 cavallo del bianco · g7 pedone del nero · g6 alfiere del bianco · e5 alfiere del nero · a4 pedone del nero · f4 pedone del nero · a3 pedone del nero · d3 cavallo del nero · h2 torre del nero · b1 donna del bianco | e8 re del bianco · h8 re del nero · b7 torre del bianco · e7 cavallo del bianco · g7 pedone del nero · g6 alfiere del bianco · e5 alfiere del nero · a4 pedone del nero · f4 pedone del nero · a3 pedone del nero · d3 cavallo del nero · h2 torre del nero · b1 donna del bianco | e8 re del bianco · h8 re del nero · b7 torre del bianco · e7 cavallo del bianco · g7 pedone del nero · g6 alfiere del bianco · e5 alfiere del nero · a4 pedone del nero · f4 pedone del nero · a3 pedone del nero · d3 cavallo del nero · h2 torre del nero · b1 donna del bianco | e8 re del bianco · h8 re del nero · b7 torre del bianco · e7 cavallo del bianco · g7 pedone del nero · g6 alfiere del bianco · e5 alfiere del nero · a4 pedone del nero · f4 pedone del nero · a3 pedone del nero · d3 cavallo del nero · h2 torre del nero · b1 donna del bianco | e8 re del bianco · h8 re del nero · b7 torre del bianco · e7 cavallo del bianco · g7 pedone del nero · g6 alfiere del bianco · e5 alfiere del nero · a4 pedone del nero · f4 pedone del nero · a3 pedone del nero · d3 cavallo del nero · h2 torre del nero · b1 donna del bianco | e8 re del bianco · h8 re del nero · b7 torre del bianco · e7 cavallo del bianco · g7 pedone del nero · g6 alfiere del bianco · e5 alfiere del nero · a4 pedone del nero · f4 pedone del nero · a3 pedone del nero · d3 cavallo del nero · h2 torre del nero · b1 donna del bianco | 1 |
|   | a | b | c | d | e | f | g | h |   |

Soluzione:
1. Tb2!  (min. 2. Txh2#)
1... Txb2  2. Dh1+ Th2  3. Dxh2#